# Nicolás Angelotti
Nicolás Angellotti (Ciudad de Buenos Aires, Argentina; 1 de abril de 1990) es un futbolista argentino. Juega de arquero y su equipo actual es Sarmiento (R) del Torneo Federal A.

## Trayectoria
Angellotti, surgido de las inferiores de Independiente Rivadavia, Godoy Cruz y Platense, hizo su debut profesional en el club, en el año 2010 en un partido contra Social Español. Desde su debut disputó un total de 14 partidos en Platense. Angelotti en su carrera durante las inferiores, tuvo un destacado rendimiento, por lo que lo llevó a ser el segundo arquero del club, detrás del uruguayo Claudio Flores.
Después de cuatro años en el Calamar, Angellotti es contratado por Acassuso en 2014. Volvió a ser el arquero suplente del plantel, jugando los partidos de Copa Argentina.
A pesar de su poca participación, es contratado por Deportivo Morón, para ser suplente y disputar los partidos de Copa Argentina. Con el Gallo fue campeón de la Primera B 2016-17.
En 2017, es contratado por Defensores de Belgrano. Aunque jugó pocos partidos, también ascendió con el Dragón a la Primera B Nacional.
Un año después, es contratado por Colegiales, en donde no jugó ningún partido.
A pesar de no tener lugar en el Cole, Argentino de Quilmes lo contrató, y hasta el momento disputó 10 partidos con el Mate.

## Clubes
| Club                   | País                | Año                 | PJ | G |
| ---------------------- | ------------------- | ------------------- | -- | - |
| Platense               | Argentina           | 2007 - 2014         | 15 | 0 |
| Acassuso               | Argentina           | 2014 - 2015         | 8  | 0 |
| Deportivo Morón        | Argentina           | 2016 - 2017         | 6  | 0 |
| Defensores de Belgrano | Argentina           | 2017 - 2018         | 2  | 0 |
| Colegiales             | Argentina           | 2018 - 2019         | 0  | 0 |
| Argentino de Quilmes   | Argentina           | 2019 - 2021         | 12 | 0 |
| Acassuso               | Argentina           | 2021-2023           | 0  | 0 |
| Atlas                  | Argentina           | 2024                | 0  | 0 |
| Sarmiento (R)          | Argentina           | 2024-presente       |    |   |
| Total en su carrera    | Total en su carrera | Total en su carrera | 43 | 0 |